# 長崎県道234号大崎公園線
長崎県道234号大崎公園線（ながさきけんどう234ごう おおさきこうえんせん）は、長崎県東彼杵郡川棚町を通る一般県道である。

## 概要
東彼杵郡川棚町小串郷の大崎半島内にある観光施設から国道205号に至る。
大村湾が一望出来て快適な道路だが、急カーブが多い上、幅員減少の箇所があるので走行には注意が必要。

### 路線データ
- 起点：長崎県東彼杵郡川棚町小串郷
- 終点：長崎県東彼杵郡川棚町小串郷（大崎公園交差点、国道205号交点）
- 総延長：1.8 km

## 地理

### 通過する自治体
- 東彼杵郡川棚町

### 交差する道路
| 交差する道路 | 交差する場所 | 交差する場所          |
| ------------ | ------------ | --------------------- |
| 国道205号    | 小串郷       | 大崎公園交差点 / 終点 |

### 交差する鉄道
- 大村線

### 沿線
- 川棚温泉[1]
- くじゃく園
- 大崎海水浴場
- 国民宿舎くじゃく荘